# Ludzie interesu
Ludzie interesu (tyt. oryg. Деловые люди) – radziecki film fabularny z 1962 roku, w reżyserii Leonida Gajdaja.

## Opis fabuły
Film składa się z trzech części, stanowiących adaptację trzech opowiadań O.Henry'ego:
- Drogi, które wybieramy (na podstawie opowiadania The roads we take).
- Bratnie dusze (na podstawie opowiadania Makes The Whole World Kin)
- Wódz czerwonoskórych (na podstawie opowiadania The Ransom of Red Chief)

Wszystkie opowiadania, stanowiące podstawę adaptacji pochodzą ze zbioru Strictly Business, wydanego w 1910.

## Obsada
- Władlen Paulus jako Dodson (Drogi, które wybieramy)
- Rostisław Platt jako właściciel domu (Bratnie dusze)
- Gieorgij Wicyn jako Sam (Wódz czerwonoskórych)
- Jurij Nikulin jako złodziej (Bratnie dusze)
- Wiktor Gromow jako Mr Williams (Drogi, które wybieramy)
- Jewgienij Iwanow jako John Dorsett (Wódz czerwonoskórych)
- Aleksiej Smirnow jako Bill Driscoll (Wódz czerwonoskórych)